# Пітерборський суднопідіймач

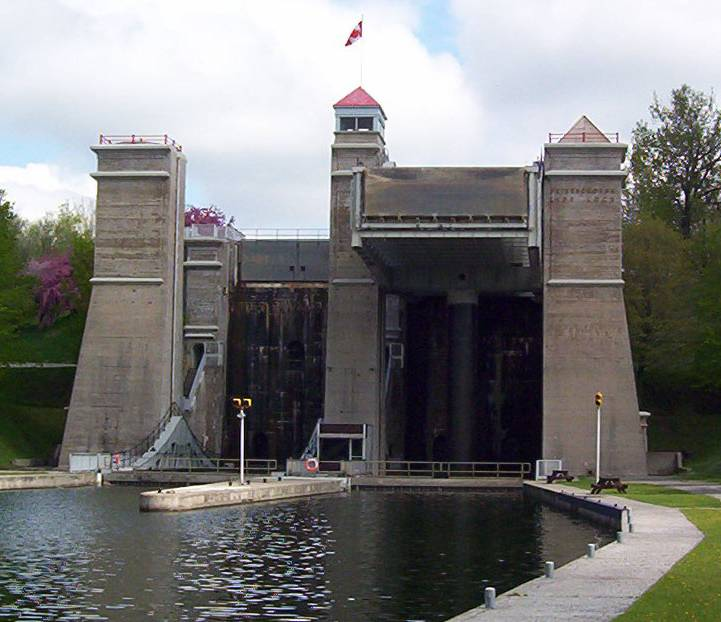
Пітерборський суднопідіймач, вид спереду.

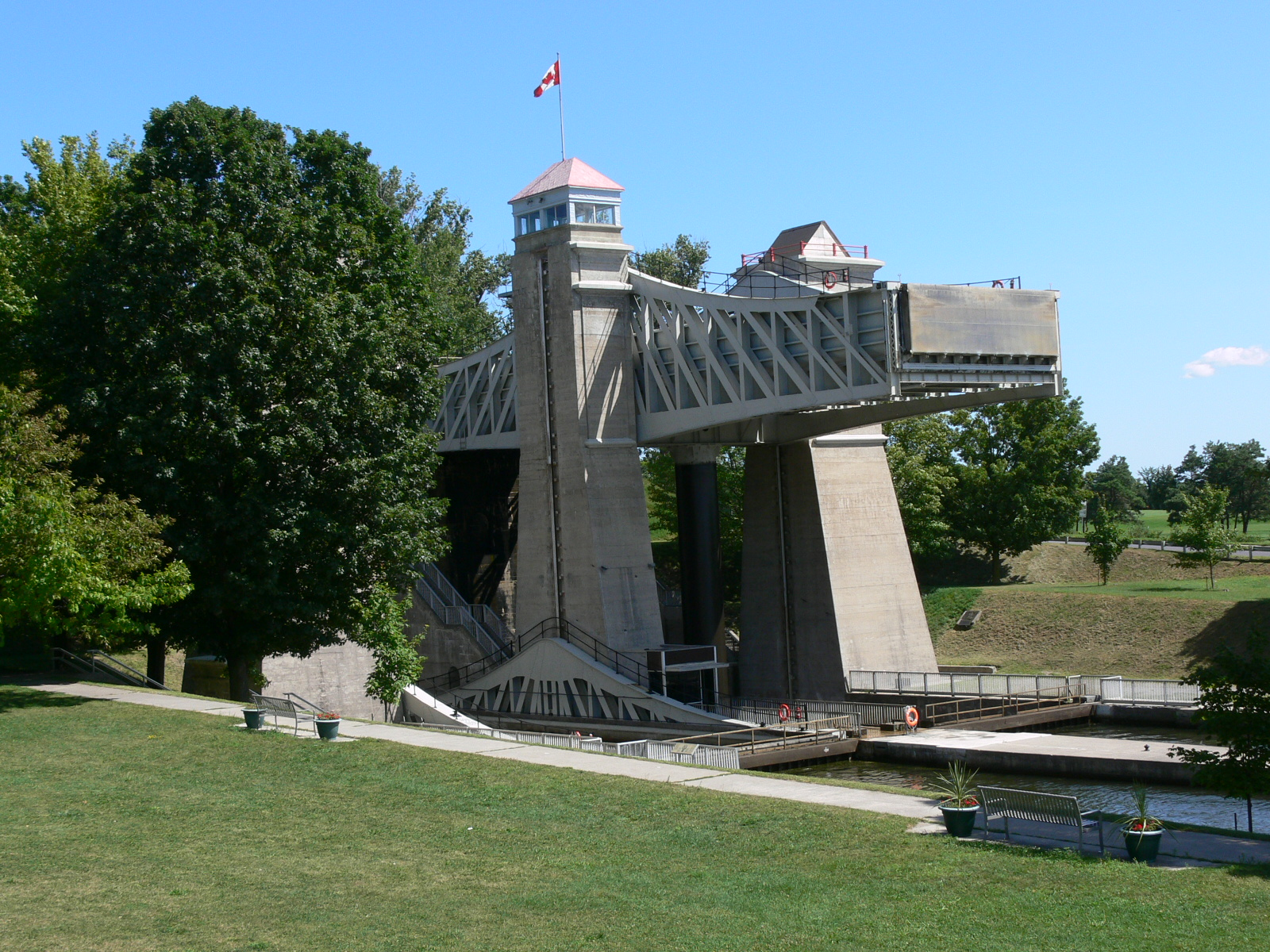
Вид з боку

Пітерборський суднопідіймач (англ. Peterborough Lift Lock) розташований в Пітерборо, Онтаріо Канади. Побудований в 1904 році чинний суднопідіймач виконаний в парній схемі, що дозволяє одночасний спуск і підйом вантажів - для підйому суден з нижнього у верхній б'єф використовується незначна кількість води для додавання більшої ваги кесону, який знаходиться в цей момент у верхньому б'єфі. Суднопідіймач є 21-ю шлюзовою спорудою на канадському каналі Трент-Северн  між затокою Джорджен-Бей озера Гурон і озером Онтаріо. Визнаний культурною пам'яткою Канади.

## Загальна характеристика
Пітерборський суднопідіймач складається з двох кесонів, в яких здійснюється підйом і спуск суден між двома б'єфами. Обидва кесони закриті з обох кінців герметичними воротами, які відкриваються з одного боку в нижній точці і в верхній точці - з іншого боку. При відкритті воріт кесона також одночасно відкриваються ворота у верхньому або, відповідно, в нижньому б'єфі, останні дозволяють вхід і вихід суден на обох рівнях.
Кожен з кесонів розташовується на гідравлічному циліндрі, який заповнений водою, сприймає все навантаження і сполучається з циліндром іншого кесона. Управління швидкістю одночасного підйому і спуску двох кесонів здійснюється за допомогою клапана, що регулює швидкість обміну водою між циліндрами. Обидва кесони ідентичні за розмірами, в заповненому стані вміщають в себе 1700 тонн води і мають розмір 42,7 м в довжину, 10 м в ширину і 2,1 м в глибину. Поточне положення і рух кожного кесона фіксується рейками на чотирьох опорах.
Для приводу в дію суднопідіймача не використовуються зовнішні джерела енергії і приводи - підйом вгору кесона в нижньому б'єфі здійснюється шляхом додавання невеликої кількості води в кесон у верхньому б'єфі з метою додання йому надмірної ваги. При відкритті воріт в нижньому б'єфі ця вода витікає, таким чином зменшуючи масу опущеного кесона. Різниця рівнів у верхньому і нижньому б'єфі становить 30 см, для кожного циклу транспортування використовується 130 т води або 1,5% від витрати аналогічної шлюзової системи. Для контролю рівнів використовуються датчики виробництва Сіменс.
У періоди часу, коли у використанні суднопідіймача настає перерва, вода з гідравлічних циліндрів відкачується і обидва кесони розташовуються в нижньому б'єфі .